# Songs by Sinatra
Songs by Sinatra è il terzo album del crooner statunitense Frank Sinatra.  Originariamente pubblicato nell'aprile 1947 dalla Columbia Records in una raccolta di quattro dischi 78 giri, venne ripubblicato nel 1950 sotto forma di LP.

## Tracce

### Disco 1
Lato A (HCO 2118)
1. I'm Sorry I Made You Cry – 3:04 (Nicholas Joseph Clesi) – Registrato il 24 ottobre 1946 a Hollywood, California

Lato B (HCO 2182)
1. I Concentrate on You – 3:04 (Cole Porter) – Registrato il 9 gennaio 1947 a Hollywood, California

### Disco 2
Lato A (HCO 1752)
1. How Deep Is the Ocean – 2:57 (Irving Berlin) – Registrato il 10 marzo 1946 a Hollywood, California

Lato B (HCO 1749)
1. That Old Black Magic – 2:32 (Johnny Mercer, Harold Arlen) – Registrato il 10 marzo 1946 a Hollywood, California

### Disco 3
Lato A (HCO 1378)
1. Over the Rainbow – 3:16 (Yip Harburg, Harold Arlen) – Registrato il 1º maggio 1945 a Hollywood, California

Lato B (HCO 1259)
1. All the Things You Are (from Very Warm for May) – 3:00 (Oscar Hammerstein II, Jerome Kern) – Registrato il 29 gennaio 1945 a Hollywood, California

### Disco 4
Lato A (HCO 1186)
1. She's Funny That Way – 3:20 (Richard A. Whiting, Neil Moret (Charles N. Daniels)) – Registrato il 19 dicembre 1944 a Hollywood, California

Lato B (HCO 1183)
1. Embraceable You (from Girl Crazy) – 3:16 (Ira Gershwin, George Gershwin) – Registrato il 19 dicembre 1944 a Hollywood, California

### LP (Columbia Records, CL 6087)
Lato A
1. I'm Sorry I Made You Cry (N.J. Clesi)
2. How Deep Is the Ocean (Irving Berlin)
3. Over the Rainbow (with the Ken Lane Singers) (Yip Harburg, Harold Arlen)
4. She's Funny That Way (Richard A. Whiting, Neil Moret)

Lato B
1. Embraceable You (from Girl Crazy) (Ira Gershwin, George Gershwin)
2. All the Things You Are (from Very Warm for May) (Oscar Hammerstein II, Jerome Kern)
3. That Old Black Magic (Johnny Mercer, Harold Arlen)
4. I Concentrate on You (Cole Porter)

## Musicisti
I'm Sorry I Made You Cry
- Frank Sinatra - voce
- Axel Stordahl - conduttore orchestra, arrangiamento
- Four Hits & A Miss - accompagnamento vocale
- Heine Beau - sassofono
- Herbert Haymer - sassofono
- Jules Kinsler - sassofono
- Fred Stulce - sassofono
- Don Anderson - tromba
- Ray Linn - tromba
- Rubin Zeke Zarchy - tromba
- Dave Hallett - trombone
- George Jenkins - trombone
- Jack Schaeffer - trombone
- Fred Fox - corno francese
- Allan Reuss - chitarra
- Philip Stephens - contrabbasso
- Mark McIntyre - piano
- May Cambern - arpa
- Ray Hagan - batteria
- Edward Bergman - violino
- Harry Bluestone - violino
- Werner Callies - violino
- Sam Cytron - violino
- Walter Edelstein - violino
- Peter Ellis - violino
- George Kast - violino
- Morris King - violino
- Sam Middleman - violino
- Fred Olson - violino
- Nick Pisani - violino
- Gene Powers - violino
- Mischa Russell - violino
- Felix Slatkin - violino
- Marshall Sosson - violino
- Allan Harshman - viola
- Paul Lowenkron - viola
- Maurice Perlmutter - viola
- Paul Robyn - viola
- Fred Goerner - violoncello
- Arthur Kafton - violoncello
- Nicholas Ochi-Albi - violoncello
- John Sewell - violoncello
- Marvin Bailey - cori
- Lee Gotch - cori
- Beverly Mahr - cori
- Mack McLean - cori
- E. William Seckler - cori

I Concentrate on You
- Frank Sinatra - voce
- Axel Stordahl - conduttore orchestra, arrangiamento
- Heine Beau - sassofono
- Fred Dombach - sassofono
- Herbert Haymer - sassofono
- Harold Lawson - sassofono
- Fred Stulce - sassofono
- Ray Linn - tromba
- Leonard Mach - tromba
- Rubin Zeke Zarchy - tromba
- Dave Hallett - trombone
- George Jenkins - trombone
- Pullman Pederson - trombone
- Richard Perissi - corno francese
- Allan Reuss - chitarra
- John Ryan - contrabbasso
- Mark McIntyre - piano
- May Cambern - arpa
- Ray Hagan - batteria
- Alex Beller - violino
- Harry Bluestone - violino
- Sam Cytron - violino
- David Jefferson - violino
- Gerald Joyce - violino
- George Kast - violino
- Morris King - violino
- Nick Pisani - violino
- Gene Powers - violino
- Mischa Russell - violino
- Felix Slatkin - violino
- Oreste Tomasso - violino
- William Hymanson - viola
- William Spear - viola
- Dave Sterkin - viola
- Cy Bernard - violoncello
- Fred Goerner - violoncello
- John Sewell - violoncello

How Deep Is the Ocean / That Old Black Magic
- Frank Sinatra - voce
- Axel Stordahl - conduttore orchestra, arrangiamenti
- Heine Beau - sassofono
- Herbert Haymer - sassofono
- Jules Kinsler - sassofono
- Harry Schuchman - sassofono
- Arthur Smith - sassofono
- Max Herman - tromba
- Ray Linn - tromba
- Rubin Zeke Zarchy - tromba
- Hoyt Bohannon - trombone
- George Jenkins - trombone
- Elmer Smithers - trombone
- Dave Barbour - chitarra
- Philip Stephens - contrabbasso
- Mark McIntyre - piano
- May Cambern - arpa
- Ray Hagan - batteria
- William Bloom - violino
- Harry Blostein - violino
- Sam Freed - violino
- Gerald Joyce - violino
- Sol Kindler - violino
- Sam Middleman - violino
- Nick Pisani - violino
- Gene Powers - violino
- Olcott Vail - violino
- Alexander Neiman - viola
- Leonard Selic - viola
- Dave Sterkin - viola
- Fred Goerner - violoncello
- John Sewell - violoncello
- Julius Tannenbaum - violoncello

Over the Rainbow
- Frank Sinatra - voce
- Axel Stordahl - conduttore orchestra, arrangiamento
- Heine Beau - sassofono
- Manny Gershman - sassofono
- Leonard Hartman - sassofono
- Herbert Haymer - sassofono
- William Smith - sassofono
- Charles Griffard - tromba
- Leonard Mach - tromba
- Horace Nelson - tromba
- Carl Loeffler - trombone
- Jimmy Skiles - trombone
- Paul Weigand - trombone
- James Stagliano - corno francese
- Dave Barbour - chitarra
- Artie Shapiro - contrabbasso
- Mark McIntyre - piano
- Irma Clow - arpa
- Ray Hagan - batteria
- Victor Arno - violino
- Peter Ellis - violino
- Sam Freed - violino
- Gerald Joyce - violino
- George Kast - violino
- Sol Kindler - violino
- Samuel Levine - violino
- Anthony Perrotti - violino
- Nick Pisani - violino
- Ted Rosen - violino
- Mischa Russell - violino
- Olcott Vail - violino
- Allan Harshman - viola
- Maurice Perlmutter - viola
- Dave Sterkin - viola
- Fred Goerner - violoncello
- Arthur Kafton - violoncello
- John Sewell - violoncello

All the Things You Are (from Very Warm for May)
- Frank Sinatra - voce
- The Ken Lane Singers - accompagnamento vocale
- Heine Beau - sassofono
- Manny Gershman - sassofono
- Leonard Hartman - sassofono
- Harold Lawson - sassofono
- Don Logiudice - sassofono
- Don Anderson - tromba
- Charles Griffard - tromba
- Leonard Mach - tromba
- Carl Loeffer - trombone
- Jimmy Skiles - trombone
- Joe Yuld - trombone
- James Stagliano - corno francese
- Dave Barbour - chitarra
- Artie Shapiro - contrabbasso
- Mark McIntyre - piano
- Irma Clow - arpa
- Ray Hagan - batteria
- Victor Arno - violino
- Peter Ellis - violino
- Sam Freed - violino
- Gerald Joyce - violino
- George Kast - violino
- Sol Kindler - violino
- Samuel Levine - violino
- Anthony Perrotti - violino
- Nick Pisani - violino
- Ted Rosen - violino
- Mischa Russell - violino
- Olcott Vail - violino
- Allan Harshman - viola
- Dave Sterkin - viola
- Gary White - viola
- Fred Goerner - violoncello
- Arthur Kafton - violoncello
- John Sewell - violoncello

She's Funny That Way / Embraceable You (from Girl Crazy)
- Frank Sinatra - voce
- Axel Stordahl - conduttore orchestra, arrangiamento
- Heine Beau - sassofono
- Leonard Hartman - sassofono
- Harold Lawson - sassofono
- Don Logiudice - sassofono
- Fred Stulce - sassofono
- Charles Griffard - tromba
- Leonard Mach - tromba
- William May - tromba
- Carl Loeffler - trombone
- Jimmy Skiles - trombone
- Elmer Smithers - trombone
- James Stagliano - corno francese
- Dave Barbour - chitarra
- Philip Stephens - contrabbasso
- Mark McIntyre - piano
- Irma Clow - arpa
- Ray Hagan - batteria
- Victor Arno - violino
- Robert Barene - violino
- Peter Ellis - violino
- David Frisina - violino
- Gerald Joyce - violino
- George Kast - violino
- Sol Kindler - violino
- Anthony Perrotti - violino
- Nick Pisani - violino
- Ted Rosen - violino
- Mischa Russell - violino
- Olcott Vail - violino
- Allan Harschman - viola
- Dave Sterkin - viola
- Gary White - viola
- Fred Goerner - violoncello
- Arthur Kafton - violoncello
- John Sewell - violoncello